# Rákóczi-Marsch
Der Rákóczi-Marsch (ungar.: Rákóczi-induló) ist ein ungarisches Nationallied und eine inoffizielle Hymne von Ungarn.
Eine erste Version des Marschliedes entstand vermutlich um 1730 als das Werk eines oder mehrerer anonymer Verfasser, obwohl es der Tradition folgend der Lieblingsmarsch von Franz II. Rákóczi (1676–1735) gewesen sein soll. Diese frühe Version, das Rákóczi-nóta (Rákóczi-Lied), war ein Klagelied, das das Unglück der Magyaren und die Unterdrückung durch die Habsburger beweinte. Das Lied flehte Franz II. Rákóczi zur Rückkehr an, um sein Volk zu retten. Es war im 18. Jahrhundert in Ungarn sehr populär, wurde aber im 19. Jahrhundert von dem ausgefeilteren Rákóczi-Marsch überflügelt.
Das Rákóczi-nóta war eines der interessantesten Stücke der Lyrik der Kuruzen. Es entwickelte sich schnell zu einem Volkslied, von dem mehr als 20 Versionen überliefert sind, und wurde selbst nach dem Fall der Revolution von 1848 gesungen. Es diente Dichtern wie Sándor Petőfi, Ferenc Kölcsey and Kálmán Thaly als Anregung.
Der Rákóczi-Marsch wurde von János Bihari schon zwischen 1809 und 1820 gespielt. Hector Berlioz nahm eine Bearbeitung des Marsches 1846 in seine dramatische Legende La damnation de Faust op. 24 auf und verlegte die Handlung des ersten Teils dieses Werkes dazu eigens in die ungarische Puszta. Franz Liszt verfasste eine Reihe von Arrangements, darunter seine Ungarische Rhapsodie Nr. 15, die auf diesem Thema basiert. Weitere Bearbeitungen stammen unter anderem von Johannes Brahms, Ferenc Erkel und Richard Franck (Suite op. 30). Der Pianist Vladimir Horowitz komponierte eine eigene Variation über den Rákóczi-Marsch, die auf dem Werk von Liszt basiert.
Der Text zu dem Marschlied wurde erst gegen Ende des 19. Jahrhunderts verfasst und hat nur geringe literarische Qualität. Heutzutage wird der Marsch in der Regel rein instrumental aufgeführt. Die Version von Berlioz entwickelte sich zu einem populären Stück ungarischer Volksmusik, insbesondere bei Hochzeitsfeiern. Heutzutage wird der Rákóczi-Marsch häufig bei staatlichen und militärischen Feierlichkeiten gespielt.
Rakoczy-Marsch (1933) ist auch der Titel eines österreichisch-ungarischen Spielfilms von Gustav Fröhlich.